# Barcolana
La Barcolana (in sloveno Barkovljanka o Jesenski pokal) è una storica regata velica internazionale che si tiene ogni anno nel Golfo di Trieste la seconda domenica di ottobre. Nota per essere una delle regate con più partecipanti, in occasione della 50ª edizione nel 2018 è entrata ufficialmente nel Guinness dei Primati come "Largest Sailing Race", regata più grande del mondo, grazie alle 2689 imbarcazioni iscritte. La particolare formula che la contraddistingue la rende un evento unico nel panorama velico internazionale: su una singola linea di partenza infatti si ritrovano a gareggiare fianco a fianco velisti professionisti e semplici appassionati, su imbarcazioni di varie dimensioni che vengono suddivise in categorie a seconda della lunghezza fuori tutto.

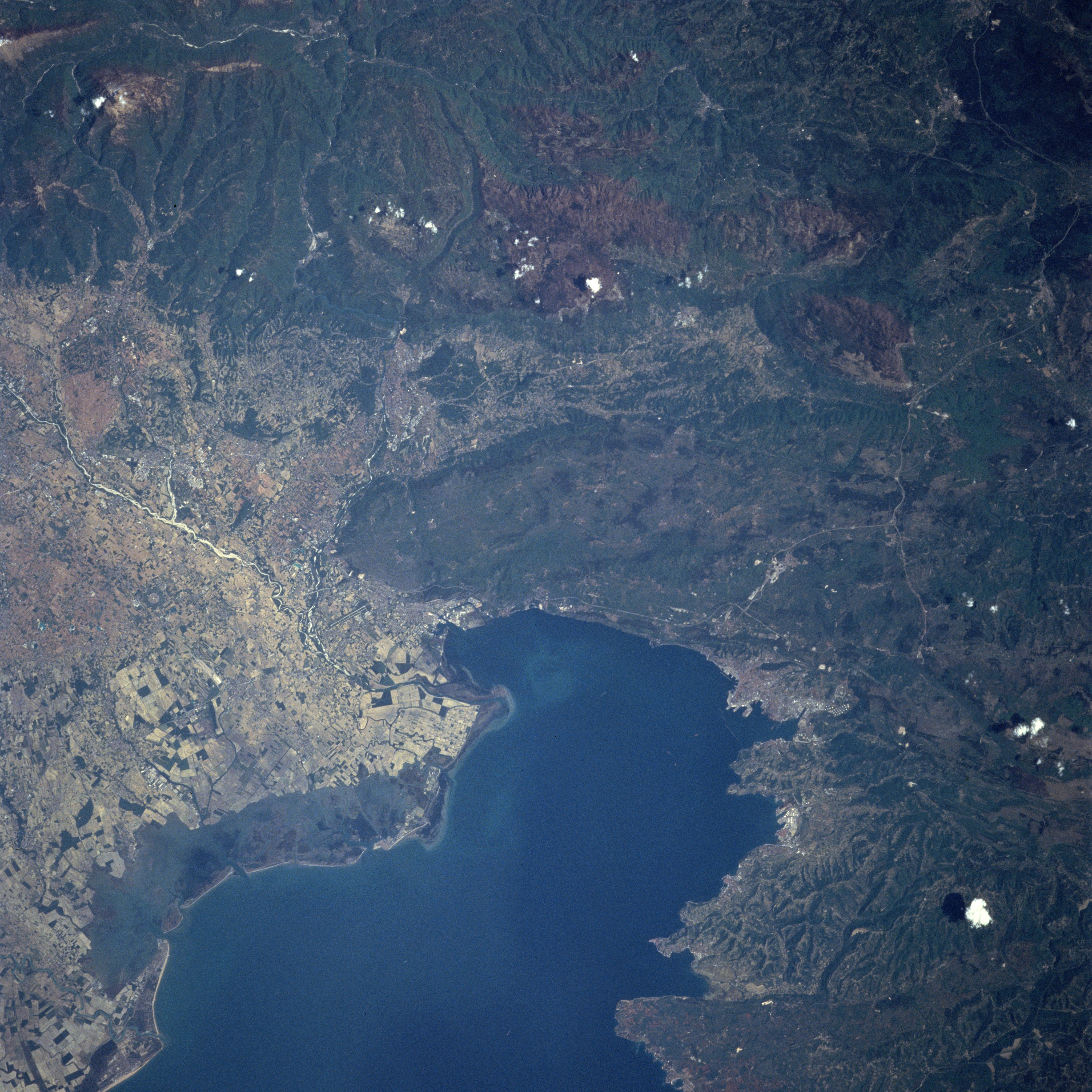
Vista satellitare del luogo ove si svolge la manifestazione

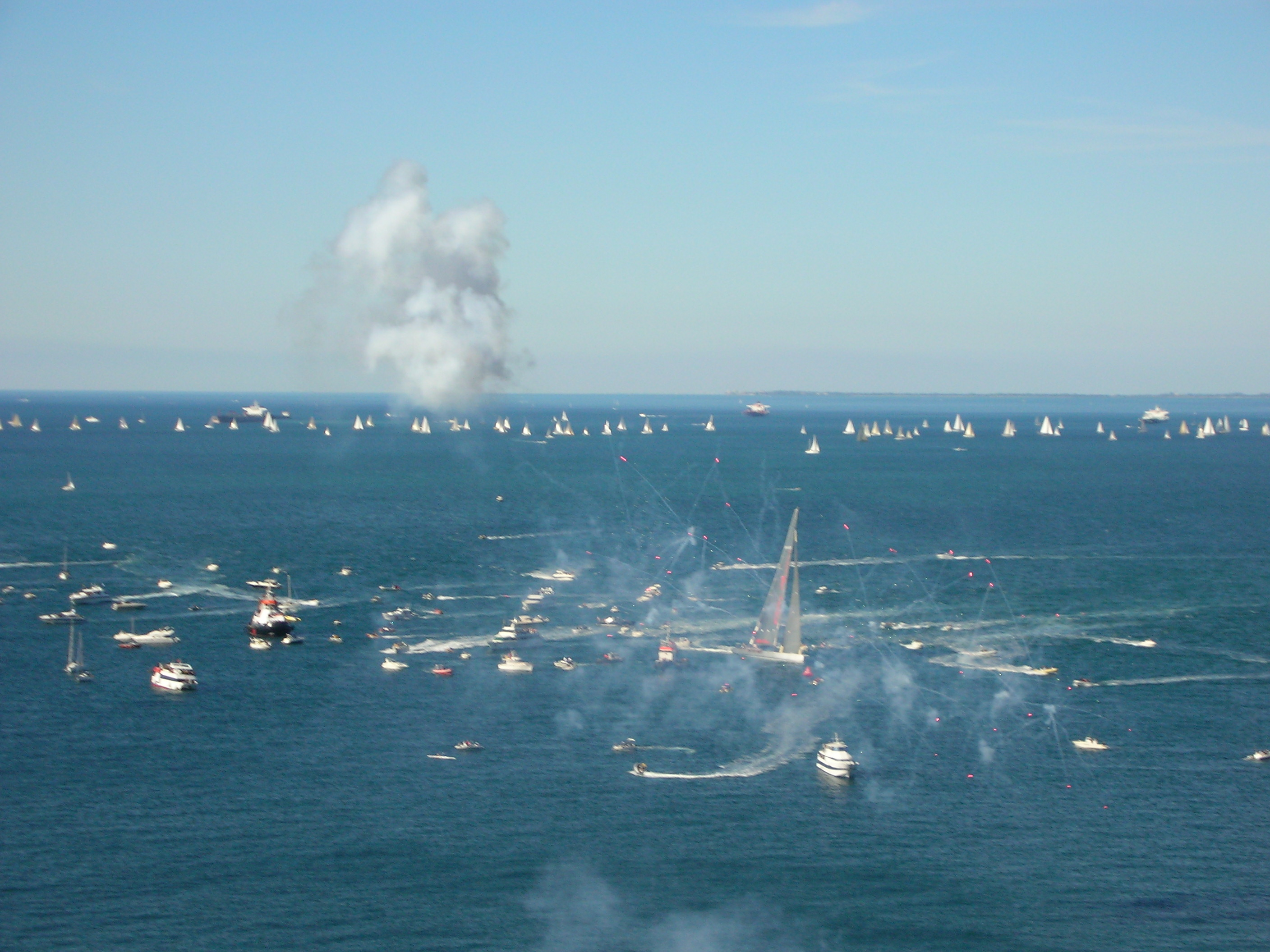
Arrivo della 38ª Barcolana

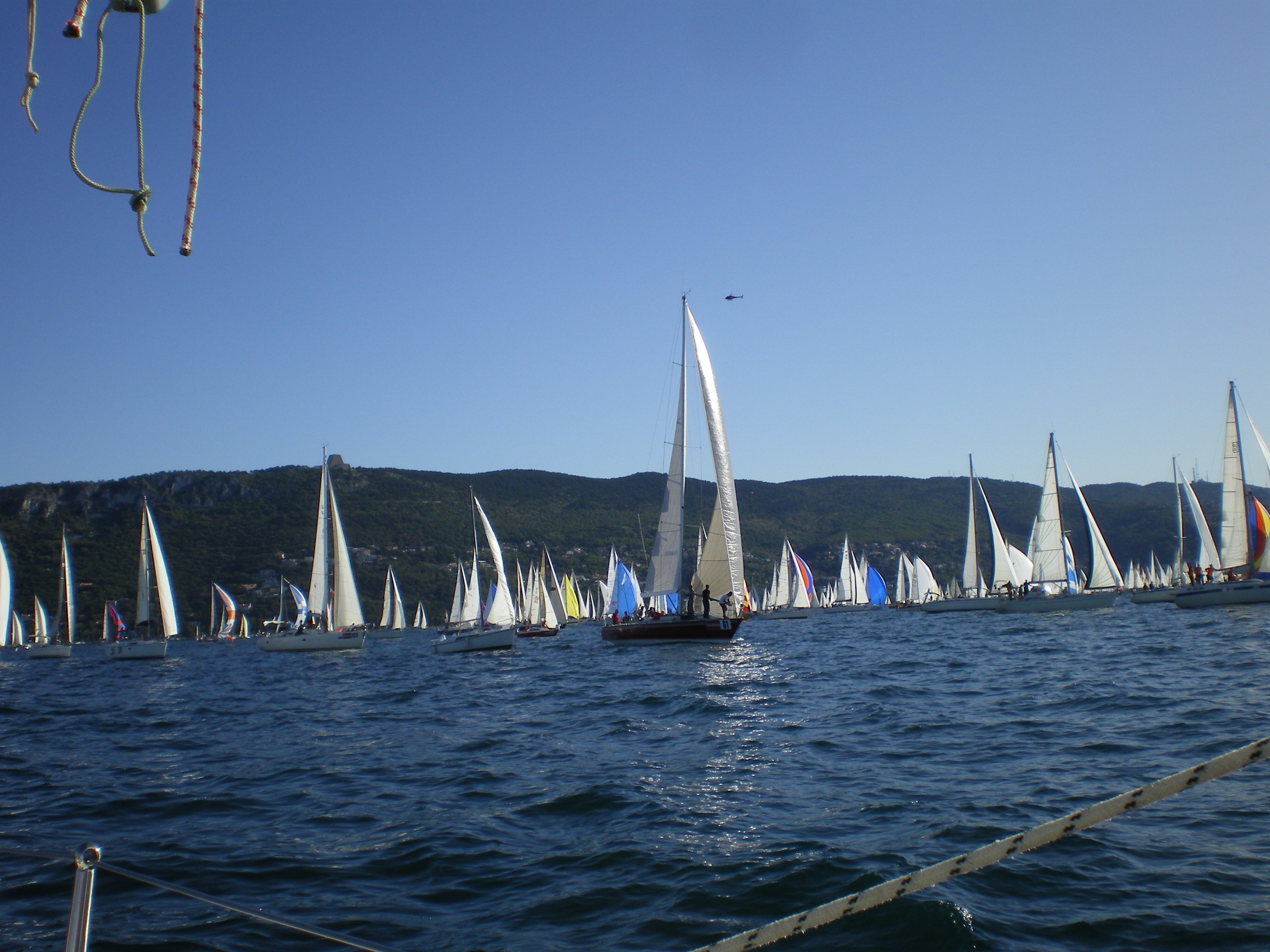
Primo lato della 41ª Barcolana

## Storia
Nata nel 1969 per iniziativa della Società Velica di Barcola e Grignano, deve il suo nome completo di Regata Coppa d'Autunno Barcolana al fatto che da sempre si tiene nella seconda domenica di ottobre, a conclusione della stagione agonistica. Alla prima edizione parteciparono 51 imbarcazioni, tutte di circoli velici triestini, ma anno dopo anno la popolarità di questo evento è cresciuta fino a coinvolgere equipaggi internazionali con velisti di caratura mondiale, come Paul Cayard, Ben Ainslie, Russell Coutts, James Spithill, Dean Barker, Neville Crichton, Brad Butterwort e Jochen Schümann, e grandi velisti italiani come Cino Ricci, Mauro Pelaschiar, Francesco de Angelis (velista) e Vasco Vascotto.
Negli anni più recenti Barcolana ha avuto una crescita significativa non solo dal punto di vista dei partecipanti ma anche da quello dell’internazionalizzazione e dell’impatto economico sul territorio.
La manifestazione è stata presentata in diverse occasioni all’estero, all'Ambasciata d'Italia a Londra, a Monaco di Baviera, all'Ambasciata d'Italia a Tallinn, e nel 2019 ha stretto un accordo di gemellaggio con l'Island Sailing Club, circolo organizzatore della Round The Island, storica regata che si tiene a Cowes, Isola di Wight. Il 16 novembre 2019 una delegazione della Barcolana è stata accolta all'Assemblea Annuale della Federazione Cinese Della Vela dove l’evento è stato presentato ai rappresentanti degli circoli velici cinesi.
Nel 2019 il Professor Guido Guerzoni, docente dell’Università commerciale Luigi Bocconi, ha realizzato uno studio sul ritorno economico che la Barcolana ha per il territorio di Trieste e del Friuli-Venezia Giulia, stimandolo in oltre 95 milioni di euro a edizione.
La Barcolana ha ospitato a Trieste l'Amerigo Vespucci (veliero), la Nave Scuola della Marina Militare (Italia), sia nel 2018, quando si è anche simbolicamente iscritta alla Barcolana 50 con l’ultimo numero di Mascone, il 2689, che ha sancito il record come regata più affollata del mondo.. Sempre nel 2018 la linea di partenza della regata è stata sorvolata dalle Frecce Tricolori, la pattuglia acrobatica dell'Aeronautica Militare (Italia).

## Descrizione

### Percorso
La regata si svolge su un percorso di circa 15 miglia a vertici fissi, un quadrilatero con linea di partenza fissata tra il Castello di Miramare e la sede della Società Velica di Barcola e Grignano e linea di arrivo che, per la prima volta nel 2014, è stata avvicinata a terra e collocata nel tratto di mare antistante Piazza Unità d'Italia, con lo scopo di dare la possibilità a chi segue la regata da terra di viverla in prima persona. Il percorso nel corso degli anni ha subito diverse modifiche e per molti anni ha avuto una boa collocata in acque slovene. In occasione della 50a edizione, dato l'elevato numero di partecipanti, la linea di partenza è stata ampliata di 500 metri per consentire il posizionamento a tutte le imbarcazioni, portandola quindi a una lunghezza complessiva di due miglia nautiche.

### Partecipazione
La Barcolana è un evento che coinvolge non solo i velisti ma l'intera città, attraendo turisti anche dall'estero. Ogni anno vi prendono parte circa 25.000 velisti mentre il pubblico arriva ad oltre 300.000 persone, che seguono la regata sia dalle Rive di Trieste che dalle alture del Carso. La particolare conformazione del territorio attorno al Golfo di Trieste permette infatti di osservare la gara da moltissimi punti di osservazione, in quello che è di fatto uno “stadio della vela” naturale.

### Eventi collaterali
L'organizzazione della Barcolana non si limita alla regata della domenica mattina, ma si è allargata fino a diventare una serie di eventi che coinvolgono il mare e la città per i dieci giorni precedenti. In particolare, negli ultimi anni si svolgono diverse regate ed esibizioni collaterali:
- Barcolana Young: gara riservata agli atleti dagli 8 ai 15 anni su imbarcazioni di classe Optimist;
- Barcolana Classic: la regata dedicata alle barche d’epoca, classiche e "spirit of tradition", cioè realizzate recentemente ma fedeli alla vela d'epoca;
- Barcolana by Night: regata riservata alla classe UFO 28 che si svolge in notturna di fronte a Piazza Unità d'Italia;
- Barcolana FUN: rassegna che ogni anno ospita eventi e mezzi particolari, legati dall'essere fortemente adrenalinici (kitesurf, foil, windsurf);
- Barcolana Nuota: gara di nuoto di fondo che si svolge davanti a Piazza Unità d'Italia.

Non mancano gli eventi a terra, che completano il programma:
- Villaggio Barcolana: una serie di stand allestiti sulle Rive di Trieste e in Piazza Unità d'Italia, con aree enogastronomiche, spazi riservati agli sponsor, esposizioni di materiali tecnici;
- Barcolana Un Mare di Racconti: festival letterario a tema marittimo, inaugurato nel 2019.

### Premiazioni
Nella cerimonia di premiazione, che si tiene tra la fine di novembre e l'inizio di dicembre nel Politeama Rossetti, vengono assegnati diversi riconoscimenti. Lo spirito di molti di questi va oltre al mero risultato sportivo, ma cercano di valorizzare valori sportivi e, in alcuni casi, le radici triestine dell'evento.
- Trofeo Barcolana (challenge perpetuo): al primo classificato nella classifica generale;
- Trofeo Presidente della Repubblica: al primo classificato nella classifica generale;
- Trofeo Ultimo Arrivato: assegnato all'ultimo partecipante che taglia l'arrivo entro il tempo limite, un trofeo che rappresenta lo spirito originario della Barcolana e premia l'impegno dei partecipanti;
- Trofeo Assicurazioni Generali: al primo classificato nella classe Crociera, riservata alle imbarcazioni che si possono definire “da crociera” e non da competizione;
- Coppe: al primo, secondo e terzo classificato di ogni Categoria; al primo, secondo e terzo classificato di ogni classe Crociera; al primo classificato delle imbarcazioni Monotipo con più di dieci iscritti;
- Trofeo Fondazione CRTrieste: allo skipper primo classificato tra quelli residenti in Provincia di Trieste;
- Trofeo Porto di Trieste: all'imbarcazione italiana che abbia battuto il maggior numero di barche nella propria categoria:
- Trofeo FIV Città di Trieste: al Circolo velico della XIII zona con il maggior numero di iscritti (esclusa la SVBG);
- Trofeo Città di Muggia: all’imbarcazione con armatore di un circolo velico del comune di Muggia prima classificata nella categoria crociera;
- Trofeo Le Falesie: all’imbarcazione con armatore di un circolo velico del comune di Duino-Aurisina prima classificata;
- Trofeo Città di Monfalcone: all’imbarcazione con armatore di un circolo velico del comune di Monfalcone prima classificata;
- Trofeo Fulvio Molinari: all'armatore meglio classificato (classifica generale) tra quelli che hanno partecipato ad almeno 20 edizioni della Barcolana;
- Master of The Old Sailors: all’armatore che ha partecipato ad almeno 50 edizioni della Barcolana
- Trofeo IYFR (International Yachting Fellowship of Rotarians): all'imbarcazione prima classificata il cui equipaggio sia composto almeno da un membro del Rotary e da un diversamente abile iscritto ad una Federazione Paralimpica;
- Trofeo Giovanni Sigovich: all'imbarcazione prima classificata della IX categoria (fino a 6,45m di lunghezza);
- Trofeo Fair Play Barcolana: all'armatore che, nel corso della Barcolana, si è distinto per azioni di fair play, esprimendo al meglio lo Spirito Marinaro che contraddistingue l'evento;
- Trofeo “Rosa nei Venti”: alla prima timoniera di una barca con equipaggio misto;
- Trofeo Armatori Lega Navale Italiana: all'imbarcazione prima classificata della Lega Navale Italiana.

## Albo d'oro e Iscritti
| Edizione | Iscritti | Vento           | Vincitore                    | Skipper                                    | Società                              |
| -------- | -------- | --------------- | ---------------------------- | ------------------------------------------ | ------------------------------------ |
| 1969     | 51       | Libeccio        | Betelgeuse                   | Piero Napp                                 | Società Triestina della Vela         |
| 1970     | 63       | Variabile       | Marie                        | Giusto Pesle                               | Yacht Club Adriaco                   |
| 1971     | 60       | Libeccio        | Carla                        | Giovanni Sigovich                          | Circolo Velico Torri del Benaco      |
| 1972     | 70       | Bora            | Sandra                       | Toffaloni                                  | Yacht Club Adriaco                   |
| 1973     | 83       | Ostro (vento)   | Vento di Mare                | Umberto Rizzi                              | Società Triestina della Vela         |
| 1974     | 100      | Bora            | Kaiten                       | Gianni Zalukar                             | Società Velica di Barcola e Grignano |
| 1975     | 127      | Bora            | El Raguseo                   | Claudio Colonna                            | Società Triestina della Vela         |
| 1976     | 120      | Levante (vento) | El Raguseo                   | Claudio Colonna                            | Società Triestina della Vela         |
| 1977     | 179      | Scirocco        | Papillon                     | Drioli                                     | Yacht Club Adriaco                   |
| 1978     | 230      | Bora            | El Cid                       | Bartoli-Zago                               | Società Triestina della Vela         |
| 1979     | 290      | Bora            | El Cid                       | Bartoli-Zago                               | Società Triestina della Vela         |
| 1980     | 351      | Bora            | Rupe                         | Hoffmeister-Stadler                        | Yacht Club Monaco                    |
| 1981     | 400      | Libeccio        | White Shadow                 | Drioli                                     | Società Velica di Barcola e Grignano |
| 1982     | 400      | Maestrale       | Condor                       | Francesco Battiston                        | Yacht Club Lignano                   |
| 1983     | 596      | Maestrale       | White Shadow                 | Drioli                                     | Società Velica di Barcola e Grignano |
| 1984     | 537      | Levante         | Condornonsisamai             | Becchetti                                  | Yacht Club Lignano                   |
| 1985     | 602      | Bora            | Blue Eyed Princess           | Tony Bardelli                              | Società Velica di Barcola e Grignano |
| 1986     | 639      | Bora            | La Fenice di Venezia         | Venerucci                                  | Circolo Nautico Chioggia             |
| 1987     | 673      | Levante         | Il Moro di Venezia           | Ferruzzi-Nava                              | Circolo Velico Ravennate             |
| 1988     | 699      | Ponente         | Uragan                       | Francesco Battiston                        | Yacht Club Lignano                   |
| 1989     | 882      | Bora            | Il Moro di Venezia 2         | Ferruzzi-Nava                              | Circolo Velico Ravennate             |
| 1990     | 846      | Bonaccia        | Fanatic                      | Zizala-Battiston                           | Yacht Club Lignano                   |
| 1991     | 893      | Scirocco        | Satanasso Calbre             | Gaburri-Poli                               | Associazione Nautica Sebino          |
| 1992     | 962      | Bora            | Il Moro di Venezia           | Ferruzzi-Chieffi                           | Yacht Club Italiano                  |
| 1993     | 1025     | Maestrale       | Fanatic                      | Zizala-Battiston                           | Yacht Club Lignano                   |
| 1994     | 1289     | Maestrale       | Fanatic                      | Zizala-Puh                                 | Yacht Club Lignano                   |
| 1995     | 1305     | Levante         | Gaia Legend                  | Mitja Kosmina                              | Yacht Club Jadro Koper               |
| 1996     | 1442     | Ponente         | Gaia Legend                  | Mitja Kosmina                              | Yacht Club Jadro Koper               |
| 1997     | 1482     | Ostro           | Gaia Legend                  | Mitja Kosmina                              | Yacht Club Jadro Koper               |
| 1998     | 1589     | Ponente         | Riviera di Rimini            | Benvenuti-Cian                             | Circolo Velico Rimini                |
| 1999     | 1864     | Bonaccia        | @DRIACOM                     | Domenico Cilenti                           | Circolo della Vela Padova            |
| 2000     | 1795     | Bora            | @DRIACOM                     | Domenico Cilenti                           | Circolo della Vela Padova            |
| 2001     | 1964     | Bora            | Cometa                       | Pfizer-Favini                              | Circolo Velico Marina di Massa       |
| 2002     | 1969     | Variabile       | Uniflair                     | Cilenti-Bressani                           | Circolo della Vela Venezia           |
| 2003     | 1961     | Bonaccia        | Alfa Romeo                   | Neville Crichton                           | Cruising Yacht Club Australia        |
| 2004     | 1960     | Scirocco        | Alfa Romeo                   | Neville Crichton                           | Cruising Yacht Club Australia        |
| 2005     | 1750     | Bora            | Skandia - TS Provincia di... | Lorenzo Bressani                           | Società Velica di Barcola e Grignano |
| 2006     | 1780     | Levante         | Alfa Romeo 2                 | Neville Crichton                           | Cruising Yacht Club Australia        |
| 2007     | 1841     | Bora            | Alfa Romeo 2                 | Neville Crichton                           | Cruising Yacht Club Australia        |
| 2008     | 1909     | Libeccio        | Alfa Romeo 2                 | Neville Crichton                           | Cruising Yacht Club Australia        |
| 2009     | 1782     | Maestrale       | Maxi Jena                    | Mitja Kosmina                              | Jahtni Klub                          |
| 2010     | 1855     | Bora            | Esimit Europa 2              | Igor Simčič                                | Yacht Club de Monaco                 |
| 2011     | 1763     | Bora            | Esimit Europa 2              | Igor Simčič                                | Yacht Club de Monaco                 |
| 2012     | 1737     | Bonaccia        | Esimit Europa 2              | Jochen Schümann                            | Yacht Club de Monaco                 |
| 2013     | 1657     | Bonaccia        | Esimit Europa 2              | Jochen Schümann                            | Yacht Club de Monaco                 |
| 2014     | 1878     | Bonaccia        | Esimit Europa 2              | Igor Simčič                                | Yacht Club de Monaco                 |
| 2015     | 1681     | Bora            | Robertissima III             | Roberto Tomasini Grinover - Vasco Vascotto | Yacht Club de Monaco                 |
| 2016     | 1758     | Bora            | Alfa Romeo                   | Furio Benussi                              | Yacht Club Adriaco                   |
| 2017     | 2101     | Bora            | Spirit of Portopiccolo       | Furio Benussi                              | Yacht Club Portopiccolo              |
| 2018     | 2689     | Bora            | Spirit of Portopiccolo       | Furio Benussi                              | Yacht Club Portopiccolo              |
| 2019     | 2015     | Bonaccia        | Way of Life                  | Gašper Vinčec                              | Sailing Planet                       |